# Wells (Vermont)
Pour les articles homonymes, voir Wells.
Wells est une ville américaine située dans le Comté de Rutland, dans le Vermont.

## Démographie
Selon le recensement de 2020, sa population est de 1 214 habitants.